# Paramurexia rothschildi
Paramurexia rothschildi е вид бозайник от семейство Торбести мишки (Dasyuridae). Видът е световно застрашен, със статут Уязвим.